# William Hamilton, 2:e hertig av Hamilton

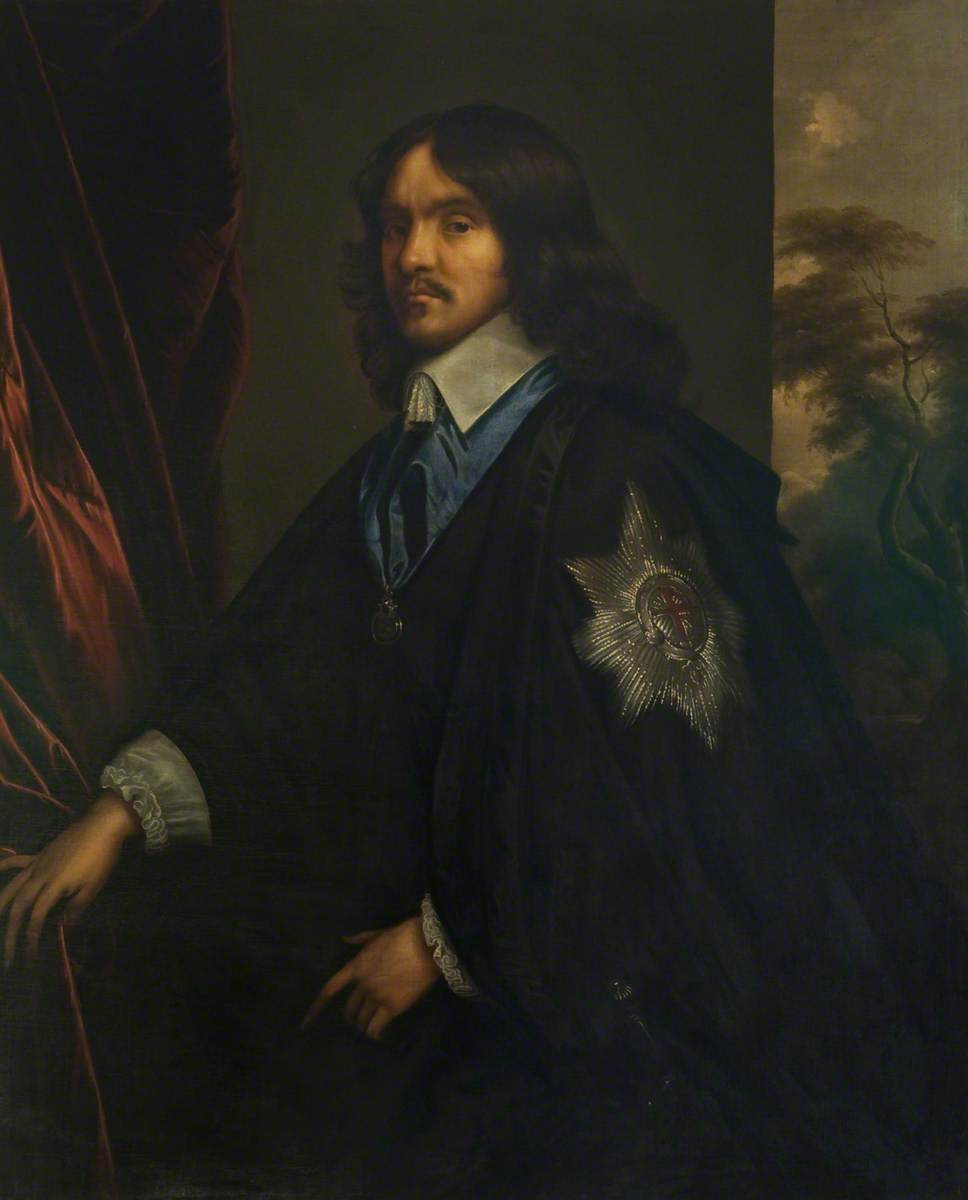
William Hamilton, 2:e hertig av Hamilton.

William Hamilton, 2:e hertig av Hamilton, född den 14 december 1616, död den 12 september 1651, var en skotsk ädling, bror till James Hamilton, 1:e hertig av Hamilton, morfars bror till James Hamilton, 4:e hertig av Hamilton. 
Hamilton bar från 1639 titeln earl av Lanark, till dess han vid broderns avrättning 1649 ärvde dennes hertigtitel. Han var 1640-43 och 1646 Karl I:s statssekreterare för Skottland, tog 1644 "the covenant" och förordade hos Karl ivrigt en bestämd anslutning till de skotska presbyterianerna, vilken kom till stånd genom det av Hamilton som de skotska ständernas ombud med Karl avslutade fördraget i Carisbrooke (1647). Efter Karls avrättning tillhörde Hamilton Karl II:s hov och blev dödligt sårad i slaget vid Worcester.